# Коста-Рика на летних Олимпийских играх 1992
Коста-Рика принимала участие в Летних Олимпийских играх 1992 года в Барселоне (Испания) в девятый раз за свою историю, но не завоевала ни одной медали.

## Состав сборной

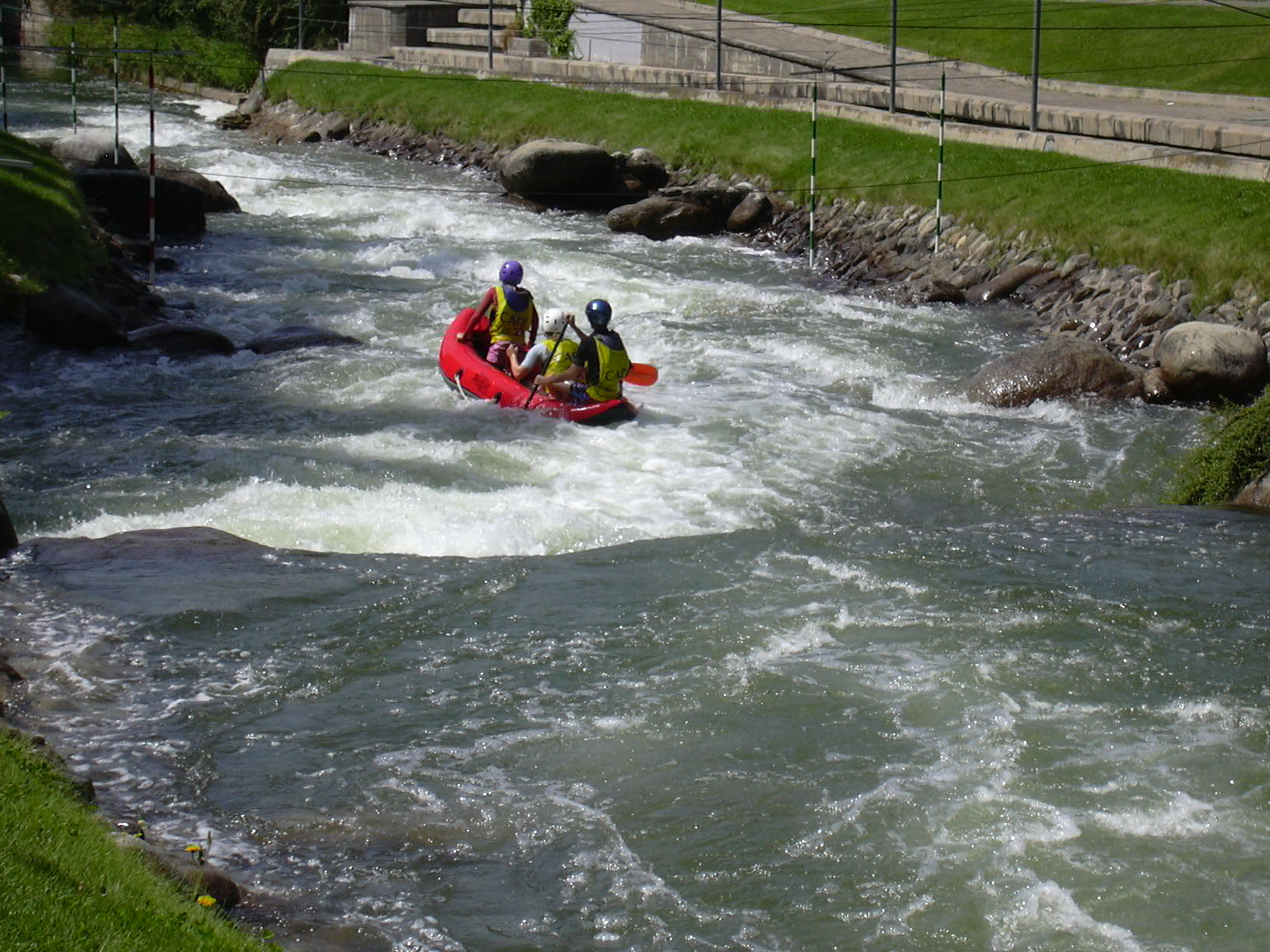
Гребля на байдарках и каноэ на летних Олимпийских играх 1992.

Сборная страны состояла из 16 спортсменов (11 мужчин и 5 женщин), они соревновались в стрельбе, стрельбе из лука, плавании, гребле на байдарках и каноэ, фехтовании и лёгкой атлетике.
Младшим участником сборной был 19-летний каноист Фердинанд Стейнворт, самым старшим — 43-летний марафонец Луис Лопес. Знаменосцем на церемонии открытия был стрелок Альваро Гуардиа.

## Результаты

### Лёгкая атлетика
Марафон
Луис Лопес: 2:30.26 (65 место).

### Стрельба из лука
Женщины
40-летняя Патрисия Обрегон: 57 место в отборочном туре, не прошла в следующий этап.